# Kombinat der Sonderheime für Psychodiagnostik und pädagogisch-psychologische Therapie
Das Kombinat der Sonderheime für Psychodiagnostik und pädagogisch-psychologische Therapie war eine geschlossene Einrichtung der Jugendhilfe in der DDR. In ihr wurden verhaltensauffällige Kinder und Jugendliche im schulpflichtigen Alter zur Heimerziehung eingewiesen.
Der Sitz des Kombinats befand sich in Ost-Berlin.

## Struktur
Die 1964 im Zuge der Umstrukturierung der Kinderheime der DDR in Normal- und Spezialheime auf Initiative von Reiner Werner, der bereits seit 1959 in Werftpfuhl ein Spezialheim für psychisch geschädigte Kinder im Berliner Umland gründete, geschaffene Einrichtung zur Betreuung stark verhaltensgestörter Kinder und Jugendlicher bestand aus:
- dem Aufnahmeheim Berlin-Oberspree
- dem Heim Bollersdorf
- dem Heim Borgsdorf
- dem Heim Groß Köris und
- dem Heim Werftpfuhl

Die bis 1971 von Werner geleiteten Heime unterhielten eigene nicht öffentliche Schulen, in denen die Insassen in den Klassenstufen 1–4 und 5–8 der POS oder in der Hilfsschule unterrichtet wurden. Das Kombinat Sonderheime unterstand dem Ministerium für Volksbildung direkt.
Es handelte sich aus heutiger Sicht um geschlossene Einrichtungen, auch wenn sie seinerzeit nicht so bezeichnet wurden.

## Zielsetzung
Zielstellung des Kombinates waren Diagnostik, Begutachtung und Therapie verhaltensauffälliger Kinder und Jugendlicher. Dies setzte eine Definition der Verhaltensstörung und ihre Abgrenzung zur Schwererziehbarkeit voraus. Die DDR-Politik bestritt generelle Milieu- und Armutseinflüsse sowie Hospitalisierung in der Heimerziehung als Ursachen für abweichendes Verhalten, so dass als vermeintliche Ursachen nur familiäre oder organische Defizite blieben. Dabei hielt man an veralteten Diagnosen fest (Minimale cerebale Dysfunktion (MCD)) Die ideologisch beeinflussten Rahmenbedingungen schufen schon in der Theorie eine schwierige Ausgangsposition für die Arbeit des Kombinates.

## Scheitern des Konzeptes
Dem Ansatz, die Minderjährigen in den Heimen zu beobachten, zu begutachten und zu therapieren, wurden die Einrichtungen nicht gerecht. Die heilpädagogische Betreuung beschränkte sich im Großen und Ganzen auf eine Ruhigstellung durch Verabreichung von Psychopharmaka. Durchgängig alle Heime des Kombinates beschäftigen Psychologen, wobei sich deren Arbeit auf gutachterliche Tätigkeiten konzentrierte, eine Therapie kam hierbei zu kurz. Die Erziehung erfolgte anfänglich im Wesentlichen durch Drill und Strafmaßnahmen; in der Mitte der 1970er Jahre wurden diese Bedingungen etwas gelockert. Unter anderem wurden dabei die bis dahin übliche Marschbewegung während der Hofpausen und die gruppenweise Bewegung im Gänsemarsch abgeschafft. Eine besondere Ausbildung der Erzieher und Lehrer erfolgte nicht. Wegen der Unattraktivität der Heimstandorte und der viel zu langen Arbeitszeiten wurden oft Absolventen ohne Berufserfahrung eingestellt. Das führte dazu, dass mit den besonderen Gegebenheiten überforderte Pädagogen, darunter auch einer der Adoptivsöhne Reiner Werners, sich durch Gewalttätigkeit und Strafregime Respekt verschafften oder auch gezielt als gewalttätig bekannte Pädagogen in das Kombinat umgesetzt wurden.
Die allgemeinen Lebensbedingungen in den Heimen waren teilweise sehr schlecht, was seinen Niederschlag in mangelhafter Ernährung (auch mengenmäßig) oder Ungezieferbefall fand. Jegliche Abwesenheit vom Heim, wie auch Besuche Angehöriger und Briefkontakte, wurden streng reglementiert.
Eine Entlassung der Minderjährigen aus der Heimerziehung vor Beendigung der Schulzeit erfolgte nur in wenigen Fällen bei positiver Beurteilung durch Lehrer, Erzieher und Psychologen. Zumeist schloss sich nach Beendigung der 8. Klasse eine Überweisung zur Ausbildung in einen Jugendwerkhof an. Bei guten schulischen Leistungen bestand die Möglichkeit einer weiteren Schulbildung im Spezialkinderheim Hohenleuben, das als einziges Spezialheim der DDR die Klassenstufen 9–10 der POS unterrichtete. Die Entlassung in ein Spezialkinderheim oder einen Jugendwerkhof zeigte jedoch, dass der pädagogische Erfolg der Erziehung im Sonderheim zweifelhaft war.

## Niedergang
Das Kombinat Sonderheime wurde ab 3. November 1988 durch das „Pädagogisch-medizinische Zentrum“ (PMZ) abgelöst. Dieses hatte seinen Sitz ebenfalls in Berlin, kooperierte ebenso mit der Kinder- und Jugendpsychiatrie, setzte neben der stationären Betreuung im Heim jedoch auch auf ambulante Betreuungsformen. Unmittelbar vor der Wiedervereinigung wurde das PMZ am 15. September 1989 aufgelöst. In der Folgezeit wurden die Heime in private Trägerschaft überführt und bestehen – mit veränderten pädagogischen Konzepten – zum Teil bis heute (2016, u. a. Bollersdorf, Größ-Köris).

## Gesellschaftliche Aufarbeitung

### Fonds Heimerziehung
Angesichts des erlittenen Unrechts in den Dauerheimen für Säuglinge und Kleinstkinder in der DDR und in den Einrichtungen der Jugendhilfe beschlossen der Deutsche Bundestag und die Jugendminister der Länder, gleichwertige Hilfsangebote auch für Betroffene der DDR-Heimerziehung, die heute noch an Folgeschäden leiden, vorzusehen. Der am 26. März 2012 vorgelegte Bericht „Aufarbeitung der Heimerziehung in der DDR“ bildete eine wichtige Grundlage für die Erarbeitung konkreter Hilfsangebote. In diesem Bericht kommen Bundesregierung und die ostdeutschen Länder zu der Einschätzung, dass Zwang und Gewalt für viele Säuglinge, Kinder und Jugendliche in den DDR-Heimen eine alltägliche Erfahrung waren und Menschenrechte verletzt wurden. Die Erlebnisse in den Heimen führten zu massiven Beeinträchtigungen der Lebenschancen und Entwicklungspotentiale der Betroffenen, die bis heute teilweise traumatisch nachwirken.
In der Präambel zum Bericht Aufarbeitung der Heimerziehung in der DDR aus dem Jahr 2012 heißt es dazu:

„Wir wünschen uns, dass mit der Einrichtung des Fonds Heimerziehung in der DDR in den Jahren 1949 bis 1990 und den vorgelegten Expertisen und dem Bericht das Gefühl der Ohnmacht, das viele ehemalige Heimkinder empfinden, überwunden werden kann und dass diese Angebote als ein Beitrag zur Versöhnung und Herstellung von Rechtsfrieden verstanden werden.“

Der Bund, die Länder Berlin, Brandenburg, Mecklenburg-Vorpommern, Sachsen-Anhalt sowie die Freistaaten Sachsen und Thüringen haben den Fonds gemeinsam errichtet. Seit dem 1. Juli 2012 ist der Fonds mit einem Volumen von insgesamt 40 Millionen Euro eingerichtet.

### Gewährung von Hilfen und Unterstützungsleistungen
Die Angebote des Fonds richten sich unabhängig von der Trägerschaft der Heimeinrichtung an ehemalige DDR-Heimkinder, die in den Jahren 1949 bis 1990 in einem Dauerheim für Säuglinge und Kleinstkinder oder in einem Heim der Jugendhilfe untergebracht waren und denen Unrecht und Leid zugefügt wurde, an dessen Folgeschäden sie heute noch leiden. Das Hilfesystem des Fonds sollte bestehende sozialrechtliche Versorgungssysteme ergänzen, sie jedoch nicht ersetzen.
Ausgleichszahlungen werden gewährt, soweit für erbrachte Arbeitsleistungen während des Heimaufenthalts keine Beiträge in die Sozialversicherung der DDR gezahlt wurden oder geleistete Beiträge durch die Rentenversicherung nicht anerkannt wurden und es deshalb zu einer Minderung von Rentenansprüchen kommt. Ein Rechtsanspruch auf Leistungen aus dem Fonds besteht nicht.
Die regionalen Anlauf- und Beratungsstellen für den Fonds geben Auskunft, beraten und nahmen Anträge über Hilfen und Unterstützungsleistungen entgegen. Zuständig ist grundsätzlich die regionale Anlauf- und Beratungsstelle in den jeweiligen Bundesländern, in deren Einzugsgebiet ein Betroffener seinen aktuellen Wohnort hat. Die gestellten Anträge und eingereichten Unterlagen wurden an das Bundesamt für Familie und zivilgesellschaftliche Aufgaben (BAFzA) weitergeleitet und von ihr auf Vollständigkeit sowie Schlüssigkeit geprüft. Im Weiteren stellt dann dieses Amt die finanziellen Mittel bereit und zahlt diese aus.
Aufgrund der hohen Anzahl ehemaliger Heimkinder war der Fonds bereits Anfang 2014 ausgeschöpft und wurde im Weiteren mit Mitteln des Bundes sowie der Länder wieder aufgestockt. Neuanträge auf Leistungen aus dem Fonds konnten bis zum 30. September 2014 gestellt werden. Im Zeitraum Juli 2012 und Ende September 2014 haben sich rund 27.500 Betroffene gemeldet. Die Laufzeit des Fonds endete am 31. Dezember 2018.
Zum 31. Dezember 2019 läuft nach derzeitiger Gesetzeslage die Frist für Rehabilitierungsanträge von Opfern durch die DDR-Willkür aus. Davon sind auch ehemalige Heimkinder betroffen, die u. a. sexuellen Kindesmissbrauch in den Einrichtungen erfahren haben. Die Bundesjustizministerin Katarina Barley (SPD) plant, Entschädigungen zu erleichtern und die Antragsfristen zu streichen. Gesetzgebend ist die Initiative gegenwärtig nicht.
Im August 2019 wurde der Abschlussbericht der Fonds Heimerziehung und die Stellungnahme der Bundesregierung veröffentlicht. Die Ziele der Errichter der Fonds waren hoch gesteckt und im Fazit der Stellungnahme der Bundesregierung heißt es: „Nicht in jedem Einzelfall sind die Fonds diesen hohen Anforderungen im vollen Umfang gerecht geworden. Aber die breite Zufriedenheit der Betroffenen insgesamt belegt eindrucksvoll, dass sich der finanzielle und immaterielle Aufwand gelohnt hat. Ausschlaggebend für den Erfolg der Fonds war nicht zuletzt die Bereitschaft der Errichter, gemeinsam mit den Vertreterinnen und Vertretern der Betroffenen bei der Umsetzung der Fonds neue Wege zu gehen, Lösungsmöglichkeiten auszuprobieren und getroffene Entscheidungen auch zu korrigieren, wenn es im Sinne einer betroffenenfreundlichen Praxis notwendig war. Damit ist es gelungen, auch die übergeordneten Ziele der Fonds zu erreichen und einen Beitrag zur gesellschaftlichen Aufarbeitung und Aussöhnung mit einem dunklen Kapitel der neueren deutschen Geschichte zu leisten.“
Finanziert durch das Bundesministerium für Bildung und Forschung (BMBF) wird für den Zeitraum 2019–2022 über den TESTIMONY Forschungsverbund weitere Hilfe bei der Bewältigung und Aufarbeitung für Betroffene angeboten, die in der DDR in Heimen oder Jugendwerkhöfen untergebracht waren. Ein speziell entwickeltes schreibbasiertes Online-Programm hilft dabei, die Erfahrungen aus dieser Zeit aufzuschreiben, um in Zukunft besser damit umgehen zu können. Das Online-Programm und die Studie werden von der Medical School Berlin durchgeführt und wissenschaftlich von ihr ausgewertet. Ziel der Studie soll sein, die Wirksamkeit des Angebotes sowie den Nutzen für die Teilnehmenden zu ermitteln. Darüber hinaus wird eine Übersicht über weitere bestehende Hilfeangebote gegeben.